# Oxira postfusca
Oxira postfusca är en fjärilsart som beskrevs av George Francis Hampson 1896. Oxira postfusca ingår i släktet Oxira och familjen nattflyn. Inga underarter finns listade i Catalogue of Life.